# Noteridae
Noteridae là một họ bọ cánh cứng. Họ này được Thomson miêu tả khoa học đầu tiên năm 1860.

## Phân loại
Họ này gồm các phân họ và tông sau:
- Onderfamilie Noterinae Thomson, 1860
  - Tribus Neohydrocoptini Zalat, Saleh, Angus and Kaschef, 2000
  - Tribus Noterini Thomson, 1860
  - Tribus Pronoterini Nilsson, 2005
  - Tribus Tonerini Miller, 2009
- Onderfamilie Notomicrinae Zimmermann, 1919
- Onderfamilie Phreatodytinae Uéno, 1957